# چوی وان گیو
چوی وان گیو (کره‌ای: 최완규؛ زادهٔ ۱۸ اوت ۱۹۶۴) فیلم‌نامه‌نویس اهل کره جنوبی است. او برای فیلم‌نامه‌هایش برنده جایزه‌های بسیاری شده‌است. در مورد او گفته می‌شود که اولین نویسنده کره‌ای است که فیلم‌نامه‌هایی هم برای درام‌های پزشکی شرقی و هم پزشکی غربی نوشته‌است.
دیگر موارد قابل توجه در حرفه‌اش: او از رشته ادبیات انگلیسی دانشگاه ملی اینچئون انصراف داد. در سال ۲۰۰۸، به دلیل نقض قرارداد، توسط Always Uki Co. , Ltd. و ICBN Co. , Ltd از او شکایت شد. در سال ۲۰۲۲، او به زندان رفت (اتهامات مشخص نیست). در سال ۲۰۱۹، او در فهرست سازمان ملی مالیات کره جنوبی به عنوان یک متخلف مالیاتی با مبالغ بالا قرار گرفت. در سال ۲۰۱۸، براساس قانون کره جنوبی دربارهٔ تشدید مجازات قوانین اقتصادی خاص کره جنوبی و غیره، او به دو سال تعلیق مراقبتی (احتمالا به دلیل کلاهبرداری و فریبکاری) محکوم شد.

## فیلم‌شناسی
گزیده فیلم‌شناسی
- تاجر پوسان (۲۰۰۱)
- آل این (۲۰۰۳)
- افسانه جومونگ (۲۰۰۶)
- سرزمین بادها (۲۰۰۸)
- آیریس (۲۰۰۹)
- کیمیاگر (۲۰۱۱)
- هور جون، داستان اصلی (۲۰۱۳)
- مثلث (۲۰۱۴)
- افسانه اوک‌نیو (۲۰۱۶)